# Szuvon Világbajnoki Stadion
A Szuvon Világbajnoki Stadion egy labdarúgó sportlétesítmény Szuvonban, Dél-Koreában. Eredetileg a 2002-es labdarúgó-világbajnokságra épült, de a 2001-es konföderációs kupán is rendeztek itt mérkőzéseket. A világbajnokságon három csoportmérkőzést és egy nyolcaddöntőt játszottak a stadionban. A létesítmény a Szuvon Samsung Bluewings otthonául szolgál.

## Események

### 2001-es konföderációs kupa
| Dátum           | Pályaválasztó | Eredmény | Vendég     | Forduló   |
| --------------- | ------------- | -------- | ---------- | --------- |
| 2001. május 30. | Mexikó        | 0 – 2    | Ausztrália | A csoport |
| 2001. június 3. | Dél-Korea     | 1 – 0    | Ausztrália | A csoport |
| 2001. június 7. | Franciaország | 2 – 1    | Brazília   | Elődöntő  |

### 2002-es labdarúgó-világbajnokság
| Dátum            | Pályaválasztó    | Eredmény                 | Vendég     | Forduló      |
| ---------------- | ---------------- | ------------------------ | ---------- | ------------ |
| 2002. június 5.  | Egyesült Államok | 3 – 2                    | Portugália | D csoport    |
| 2002. június 11. | Szenegál         | 3 – 3                    | Uruguay    | A csoport    |
| 2002. június 13. | Costa Rica       | 2 – 5                    | Brazília   | C csoport    |
| 2002. június 16. | Spanyolország    | 1 – 1 (h.) (b.u.: 3 – 2) | Írország   | Nyolcaddöntő |